# Tagdemt
Tagdemt ou Tagdempt (em árabe: تاقدمت) é uma comuna localizada na província de Tiaret, Argélia. Sua população estimada em 2008 era de 4 543 habitantes.